# 若原愛美
若原 愛美（わかはら まなみ、1996年7月27日 - ）は、日本の女子バスケットボール選手である。ポジションはシューティングガード。Wリーグの山梨クィーンビーズ所属。

## 来歴
愛媛県出身。
桜花学園高校で高校三冠を達成し、東京医療保健大でもインカレ優勝。
2019年、山梨クィーンビーズに加入。